# Visite à Hans Hartung
 (juillet 2025).
Pour plus de détails, voir Fiche technique et Distribution.
Visite à Hans Hartung est un court métrage, et documentaire d'Alain Resnais.

## Fiche technique
- Tourné en : France

## Distribution
- Hans Hartung